# تماي
تماي هي قرية في مقاطعة تكاب، إيران. يقدر عدد سكانها بـ 408 نسمة بحسب إحصاء 2016.